# Horst Rittel
Horst Wilhelm Jakob Rittel (14 de julio de 1930 en Berlín, Alemania - 9 de julio de 1990 en Heidelberg, Alemania ) fue un teórico del diseño y profesor universitario.

## Biografía
Después de la escuela en Berlín y Bückeburg, Rittel estudió matemáticas y física teórica en la Universidad de Göttingen de 1949 a 1954. De 1953 a 1957 trabajó como matemático y físico en Maschinenfabrik Deutschland AG en Dortmund. En 1958, Rittel trabajó en el centro de investigación social de la Universidad de Münster, donde estudió matemáticas y sociología. De 1958 a 1963, Rittel fue profesor de metodología del diseño, teoría del conocimiento y teorías de la comunicación en la Escuela de Diseño de Ulm (HfG). Durante este tiempo, también fue miembro del Rectorado de la universidad. Desde 1961, Rittel ha sido miembro del grupo de estudio para la investigación de sistemas en Heidelberg, iniciador y científico líder en numerosos proyectos, incluso para el Bundestag alemán y el Bundesrat y para la OCDE . En el curso de esto, Rittel se ocupó, entre otras cosas, del flujo de información científica y técnica en la CE y de los sistemas de información para la planificación ambiental en la República Federal de Alemania.
Con IBIS (Sistema de información basado en incidencias), Rittel sentó las bases para las estructuras de hipertexto.
De 1963 a 1990 ejerció como profesor de Ciencia del Diseño en la Universidad de California, Berkeley, en el College for Environmental Design, en los departamentos de Arquitectura y de Planificación Urbana y Regional. En 1967 fue nombrado profesor asociado sisitante de Arquitectura e Investigación de Operaciones en la Universidad de Washington, St. Louis, Missouri. Desde 1973 hasta 1990, Rittel fue director y profesor del Instituto de Fundamentos de Planificación de la Facultad de Arquitectura y Urbanismo de la Universidad de Stuttgart.

## Problemas malignos
A mediados de la década de 1960, junto con Melvin Webber, Horst Rittel acuñó el término "Wicked problem". El término se traduce como "problema maligno" y se refiere a la amplia gama de problemas indefinidos que se manifiestan en procesos de planificación o diseño.

## Literatura
- Bibliografía relacionada con Horst Rittel en el catálogo de la Biblioteca Nacional de Alemania.

- Horst WJ Rittel: Planificación, redacción, diseño. edición por Wolf D. Reuter, Stuttgart 1992.
- Horst WJ Rittel: Diseño de pensamiento. edición por Wolf D. Reuter y Wolfgang Jonas, Basilea 2013.
- Tom Bieling: ¿Problemas malignos más que nunca? ! Reflexiones sobre Horst Rittel. En: DESIGNABILITIES Design Research Journal, (7) 2020. ISSN 2511-6274